# Icadyptes salasi
Icadyptes salasi ist die größte bisher bekannte Pinguin-Art Amerikas, deren Fossilien Forscher der North Carolina State University Raleigh an der Südküste des heutigen Peru, in der Provinz Ica, fanden. Icadyptes lebte vor 36 Millionen Jahren, war 1,50 m hoch und hatte einen 20 cm langen, dolchartigen Schnabel, mit dem er auf Fischjagd ging. Größere fossile Riesenpinguine wurden bislang nur in Neuseeland und Australien gefunden (Anthropornis nordenskjoeldi und Pachydyptes ponderosus).
Entgegen der bisherigen Theorie, dass Pinguine aus dem antarktischen Raum stammen und sich von dort – vor weniger als 10 Millionen Jahren – nach Norden ausbreiteten, widerlegen die Funde aus dem äquatorialen Bereich, dass die großen Vögel schon 30 Millionen Jahre früher als angenommen unweit des Äquators lebten. Neben Icadyptes wurde in Peru auch eine nur halb so große Art, der Perudyptes devriesi gefunden, der jedoch bereits vor 42 Millionen Jahren gelebt haben muss.
Der Name des ausgestorbenen Tieres setzt sich aus dem Fundort (Ica) und dem griechischen Wort für „Taucher“ (dyptes) zusammen. Der Zusatz salasi ist eine Ehrung des peruanischen Paläontologen Rodolfo Salas.